# Зелёный питон
Зелёный питон, или древесный питон (лат. Morelia viridis) — вид ромбических питонов семейства питоны (Pythonidae).

## Описание

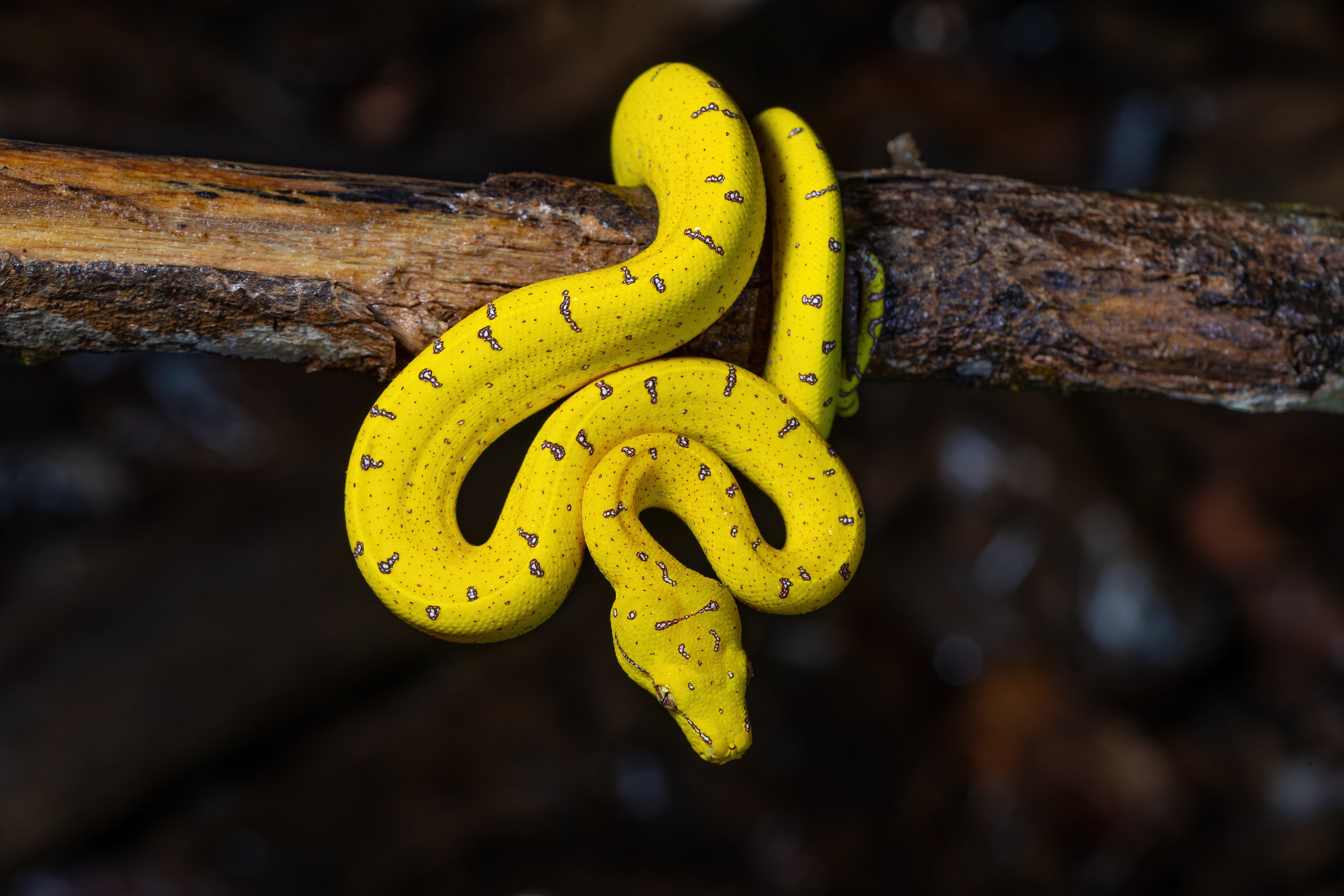
Особь жёлтой окраски

Длина от 150 до 180 см, взрослых самок — до 200 см. Молодые животные жёлтого или красного цвета — они живут вне тропического леса, где жёлтая и красная кожа помогает им сливаться с пёстрой листвой, землёй и травой лесной окраины. Через год, достигая метровой длины, змеи меняют цвет на зелёный и поднимаются в полог леса, где окраска помогает слиться с древесной листвой. Пищей молодым особям служат насекомые и ящерицы, взрослым — мелкие птицы и грызуны.
Молодые особи охотятся в основном днём, метровые и более крупные самцы — ночью, а взрослые самки часть времени охотятся днём.
Продолжительность жизни в неволе — от 15 до 20 лет.

## Распространение
Ареал охватывает тропические дождевые леса Папуа — Новой Гвинеи, её прибрежные острова и полуостров Кейп-Йорк в Австралии.

## Размножение
Яйцекладущий вид. От 70 до 90 дней после спаривания самка откладывает от 5 до 35 яиц. Самка остаётся возле кладки 45—65 дней, обвивается вокруг яиц и за счёт мышечных сокращений способна повысить температуру тела на 8 °C и повышает температуру до 29,5 °C. Если температура поднимается выше, она ослабляет петли и позволяет яйцам немного остыть.

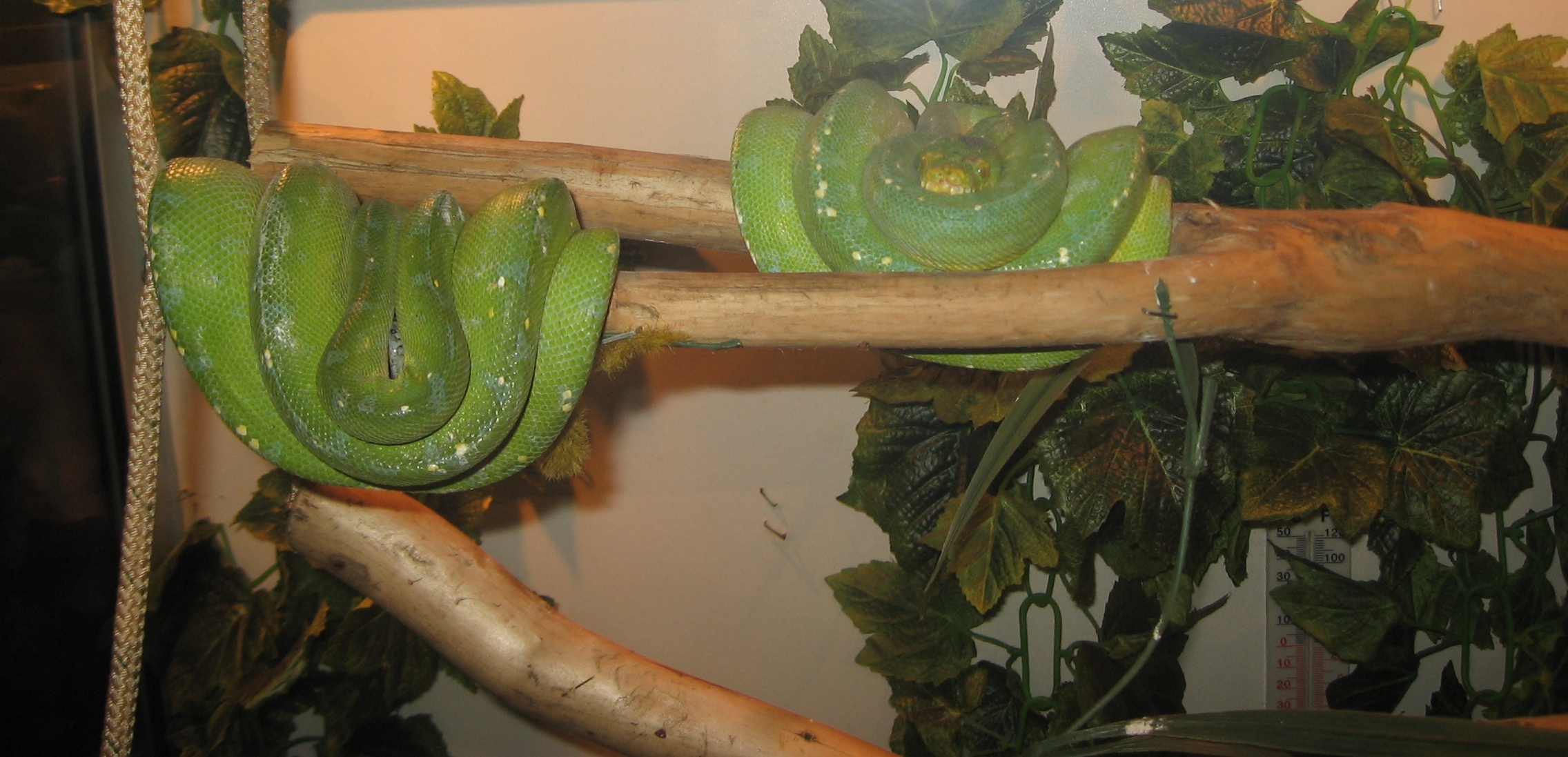

## Отношение местных жителей
Зелёный питон — одна из немногих змей, которых местные жители не боятся, так как она не ядовита и не агрессивна. Иногда они её убивают ради пищи.